# 2016 Atomized
| Оценки критиков | Оценки критиков           |
| Источник        | Оценка                    |
| --------------- | ------------------------- |
| Metacritic      | 76 / 100                  |
| AllMusic        | [ 2 ]                     |
| Spin            | favorable (благоприятный) |

2016 Atomized (также известный как Anti-Album) — восьмой студийный альбом датского инди-рок-дуэта The Raveonettes, выпущенный 17 февраля 2017 года в формате цифрового скачивания и состоявшийся запланированный выпуск на физическом носителе в виде компакт-диска 21 апреля 2017 года. На следующий день будет выпущена виниловая версия в честь «Дня музыкального магазина». Все песни ранее выпускались индивидуально для скачивания в 2016 году через Spotify, Apple Music, YouTube и PledgeMusic.

## Об альбоме
В конце 2015 года группа объявила о планах Rave-Sound-of-the-Month и о том, что они будут записывать и выпускать двенадцать новых песен онлайн посредством виртуально-цифровых платформ каждый месяц в 2016 году. Данную работу окрестили «анти-альбомом». На официальном веб-сайте группы было дано краткое изложение:

«Каждый месяц в течение 2016 года мы будем сбрасывать свежезаписанный трек. Беря вас в поездку, потенциально шизофреническую и разобщенную, потенциально сплочённую и родственную», — аннотация к предшествующей пластинке.
Оригинальный текст (англ.)Every month throughout 2016 we'll be dropping a freshly recorded track. Taking you on a ride, potentially schizophrenic & disjointed, potentially cohesive and related.

В основном продюсером альбома стал Суне Роуз Вагнер который занимался написанием и сведением материала. Несмотря на то что Вагнер был почти единственным продюсером первая композиция «This World Is Empty (Without You)» была написана в соавторстве с Ники Адамссон. В сведении седьмого трека «Where Are You Wild Horses» принял дополнительное участие продюсер Петер Стенгаард. Дизайном релиза занималась Лесли Хендин и Вагнер. Мастерингом альбома занимался ранее неоднократно работавший с группой Джо ЛаПорта в нью-йоркской студии Sterling Sound.

## Список композиций
Слова и музыка всех песен — Суне Роуз Вагнером кроме «This World Is Empty (Without You)» написана совместно с Адамссон.
| №                   | Название                            | Длительность |
| ------------------- | ----------------------------------- | ------------ |
| 1.                  | «This World Is Empty (Without You)» | 2:21         |
| 2.                  | «Run Mascara Run»                   | 2:57         |
| 3.                  | «EXCUSES»                           | 3:41         |
| 4.                  | «Junko Ozawa»                       | 2:54         |
| 5.                  | «Scout»                             | 4:11         |
| 6.                  | «Won't You Leave Me Alone»          | 3:23         |
| 7.                  | «Where Are You Wild Horses»         | 3:15         |
| 8.                  | «A Good Fight»                      | 3:25         |
| 9.                  | «This Is Where It Ends»             | 2:46         |
| 10.                 | «Choke on Love»                     | 2:19         |
| 11.                 | «Fast Food»                         | 3:50         |
| 12.                 | «PENDEJO»                           | 12:00        |
| Общая длительность: | Общая длительность:                 | 47:02        |

| №                   | Название                           | Длительность |
| ------------------- | ---------------------------------- | ------------ |
| 13.                 | «Where Are You Wild Horses» (Demo) | 2:27         |
| 14.                 | «Won't You Leave Me Alone» (Demo)  | 1:31         |
| Общая длительность: | Общая длительность:                | 3:58         |

## Участники записи
- Суне Роуз Вагнер — вокал, запись, сведение, дизайн.
- Шэрин Фу — вокал.
- Ники Адамссон — продюсер / автор (трек № 1).
- Петер Стенгаард — продюсер (трек № 7).
- Джо ЛаПорта — мастеринг.
- Лесли Хендин — оформление.